# Metal Family
"Metal Family" - російський комедійно-драматичний анімаційний веб-серіал, що виходить на YouTube, створений сімейною парою аніматорів-ентузіастів - Аліною Ковальовою та Дмитром Вдовенком (також відомим як Xydownik), який раніше прославився пародійними роликами Batmetal . Серіал розповідає про життя сім'ї, рок металістів: голову сімейства на ім'я Глем, його дружину Вікторію, а також їхніх синів Ді і Хеві. Події сім'ї розгортаються у вигаданому світі.
Серіал був добре прийнятий, як критиками, так і глядачами. Авторів мульт серіалу хвалили  за ентузіазм, зростаючу з часом якість анімації серіалу, колоритних персонажів і добре підібраний музичний супровід.

## Сюжет

### Основні персонажі
- Глем (справжнє ім'я -  Себа́стіан Швагенвагенс) - голова сімейства металістів, батько Хеві та Ді. За характером розумний, спокійний, інтелігентний, але при необхідності здатний вміло тиснути на людину, щоб досягти своєї мети. Іноді у ньому видно риси його батька, Густава Швагенвагенса, який його жорстоко карав за найменші помилки. Незважаючи на це свого батька не любить і намагається не бути на нього схожим. Добре знається на музиці і працює музичним репетитором.
- Вікторія, або коротко Вікі - дружина Глема, мати Хеві та Ді. На відміну від Глема, простодушна, вперта, прямолінійна, груба, агресивна і часом не надто розумна, проте дуже цінує свою сім'ю. Має міцну і мускулисту статуру, схильна вирішувати проблеми грубою силою. Є байкером і захоплюється мотоциклами, працює в майстерні, де їх лагодить.
- Ді — старший син Глема та Вікторії. Подібно до батька, Ді розумний, начитаний, але до того має скритний характер, а також дещо цинічний. Ді гарно навчається у школі, часом також допомагаючи іншим учням із навчанням за плату. Вправний хакер. За словами Чеса "занадто розумний, щоб бути щасливим"
- Хеві - молодший син Глема та Вікторії. Доброзичливий і добрий, але наївний, запальний і нерозважливий. Часом дратує свого старшого брата, але вони все одно ладнають.
- Чес, також відомий як Часник - найкращий друг Глема. Красномовний, чуйний і флегматичний. Ріс у бідній родині з матір'ю-алкоголічкою. Має вроджений талант до музики. Вміє грати на гитарі та співати пісні власного написання.
- Густав - батько Глема, суворий та багатий чоловік. Бажає, щоб Глем вмів прекрасно грати на скрипці, та якщо ж його син помиляється, Густав б'є лінійкою синову руку. Чоловік також забороняє синові дурні, на його погляд, розваги.

### Список серій
| Сезон | Епізоди | Прем'єра сезону      | Фінал сезону        |
| ----- | ------- | -------------------- | ------------------- |
| Пілот | 1       | 2 січня 2018 року    | 2 січня 2018 року   |
| 1     | 10      | 13 вересня 2018 року | 13 травня 2020 року |
| 2     | ТВА     | 15 грудня 2021 року  | ТВА                 |

#### Сезон 1
| №     | Назва серії            | Опис сюжету серії | Дата виходу серії |
| ----- | ---------------------- | --- | ----------------- |
| Пілот | "The Story Ain't Over" | Епізод є анімаційним кліпом на пісню "The Story Ain't Over" групи Avantasia. У ній розповідається, як Глем познайомився з Вікторією. Зайшовши в закусочну, він помічає її на мотоциклі, і те, як вона випадково впустила ключі від мотоцикла у ринву. Глем постійно намагається повернути їй ключі, але вона або ігнорує його, або роздратовано відмахується. Зрештою, вона збиває на мотоциклі Глема, і обидва потрапляють до лікарні після аварії. Глем у лікарні, на її подив, віддає їй ключі. У результаті між Глемом і Вікторією зав'язується дружба, яка пізніше переростає в кохання. Наприкінці показано, що вони одружилися та завели дітей — Ді та Хеві. | 2 січня 2018      |
| 1     | Батька до школи        | У школі вчителька звітує Хеві за неналежний зовнішній вигляд і як покарання ножицями спотворює йому зачіску, після чого викликає його батька, Глема, до школи. Глем приходить, проте на зустрічі з вчителькою різко висловлюється про те, як вона обійшлася з Геві. Вчителька заявляє, що вважає свій вчинок абсолютно нормальним, а Глем іде, залишаючи бомбочку, яка вибухає і розбризкує по всьому класу рожеві блискітки, обгорнувши також і вчительку цілком. Через тиждень вчителька знову лає Хеві за зовнішній вигляд, проте цього разу боїться мати справу з Глемом — замість нього вона викликає мати Хеві, Вікторію. Хеві каже, що його мати краще не злити. Показано силует Вікторії з молотом в руках на тлі школи. | 13 вересня 2018   |
| 2     | Заступник              | Ді розмовляє зі своїм однокласником Кудряшем і пропонує йому допомогу на контрольній роботі у школі за гроші. Для підказок він використовує мікронавушник. Планам заважає брат Ді, Хеві, який встряє у конфлікт із хлопчиком Сусликом, який фанатіє від репу, на ґрунті того, що Хеві ненавидить реп, а Суслик — рок. Ді намагається вирішити проблему розмовою із Сусликом, але той побиває і його. У результаті Ді доводиться підказувати Кудряшу, одночасно отримуючи від Сусліка побої разом з Хеві. | 26 вересня 2018   |
| 3     | Стас проти             | Починається серія зі зйомок відеоблогу "Стасик проти", в якому відеоблогер Стасік пристає до перехожих, що палять на вулиці, і гасить їм сигарети. Тут він зустрічає Ді та Вікторію, яка також курить, і намагається змусити її згасити сигарету, проте та кидається на Стасика з кулаками. У відділенні поліції Вікторія виставляє себе жертвою докучань Стасіка, а коли поліцейські вирішують переглянути відеоматеріал, знятий блогером, то замість нього виявляють кліп метал-групи та зоофільське порно з кішкою. Як з'ясовується, Ді хитрістю підмінив Стасіку відеоматеріал, щоб відвести підозри Вікторії. | 11 жовтня 2018    |
| 4     | Покер                  | Вся сім'я металістів вирішує зіграти в техаський холдем - різновид покеру, при цьому до них приходить пограти і Чес, старий друг Глема. Вікторії постійно випадають погані карти, через що вона лається, між Ді та Глемом зав'язується гра розумів, у ході якої Глем намагається змусити Ді зізнатися, що він обійшов фаєрвол, встановлений Глемом, і заходить на сумнівні сайти. За підсумком переможцем у грі виходить Чес, який навіть не дивився у свої карти, щоб не псувати собі інтриги. Сім'я спалює «невдалий» набір гри у покер у дворі. | 24 жовтня 2018    |
| 5     | Коробка 37             | Глем і Вікторія збираються на прийом, присвячений оголошення заповіту померлого батька Глема, Густава Швагенвагенса. На прийом їх привозить Лідія, сестра Глема, яка поводиться зарозуміло по відношенню до Глем і Вікторії. У заповіті виявляється, що Густав залишив Лідії майже всю свою спадщину — велику суму грошей, кілька особняків, дорогі автомобілі, свою фабрику з виробництва більярдних куль. Глем не розраховував нічого отримати у спадок, але Густав залишає йому тільки коробку з номером 37. На шляху назад на таксі Вікторія просить Глема відкрити коробку. Коли той її відкриває і бачить її вміст (у серії воно не показано), то виявляється шокованим та засмученим. | 8 листопада 2018  |
| 6     | Квест                  | Глем, Вікторія, Ді і Хеві йдуть розважитися в Ескейп-рум, де їх розбивають на пари - Вікторія і Глем і Хеві і Ді. Глем і Ді, розумніший, успішно вирішують головоломки, тоді як Вікторія постійно ламає обладнання. На певному етапі пари перемішуються між собою, і тепер склад пар - Вікторія з Хеві та Глем з Ді. Вікторія не може вирішити головоломки в кімнаті, тому, нажахавши організатора квесту, вирішує її грубою силою — вибиває стіну знайденим молотом. Ді та Глем вийшли з кімнати шляхом вирішення головоломок, і сім'я, незважаючи на вчинені Вікторією поломки, йдуть додому. | 19 січня 2018     |
| 7     | Ти граєш на гітарі?    | Ді знаходить удома стару гітару, на якій намагається навчитися грати, але безуспішно. Хеві зауважує, що його брат намагається грати на гітарі, і намагається пограти сам — на відміну від Ді, якому це дається з великими труднощами, Хеві відразу грає віртуозно. Ді приходить до батька і просить його навчити грати на гітарі. Глем інструктує Ді, але, знову ж таки, у нього погано виходить, в ході чого Глем зривається на нього, називаючи бездарністю і кажучи, що Ді його зганьбить. Тим не менш, Глем відразу усвідомлює, що зірвався і вибачається перед Ді. Засмучений, Ді йде до себе в кімнату. У листуванні з кимось на запитання, чи він грає на гітарі, він пише, що ні. | 15 березня 2019   |
| 8     | Денні Бобри            | Хеві йде до байкерського клубу «Денні Бобри», щоб узяти у мами ключі від дому — сам він забув ключі і не може потрапити додому. Вікторія змагається з іншим байкером, Багом, в силі удару, армреслінгу та в розпиті пива на швидкість, і вона не чує, як Хеві її кличе. Хеві зустрічає Ганну, подругу Вікторії, феміністку і також байкершу, яка, незважаючи на зневагу до Хеві та всіх чоловіків, допомагає Хеві привернути її увагу криком «вали до своєї блондинки», під «блондинкою» маючи на увазі Глема, через що Вікторія зі злості перемагає в армреслінгу та шукає «кривдника» у натовпі. Їдучи додому на мотоциклі, Вікторія розповідає Хеві про те, що колись Баг був її хлопцем, але вони розійшлися, залишившись друзями, а всі змагання були по суті підставними заробляти гроші. | 28 травня 2019    |
| 9     | Ідеальний слух         | Серія розповідає про минуле Глема. У ній Глем, справжнє ім'я якого Себастьян, живе в багатій сім'ї з сестрою Лідією, матір'ю та батьком Густавом. Густав вчить його грати на скрипці, використовуючи при цьому жорстокі методи і караючи його ударами лінійки по зап'ястю за найменші провини. Себастьян має вступити до консерваторії на навчання, куди раніше надходила Лідія. Себастьян має таємне хобі, яке служить йому віддушиною — він зберігає у себе в схованці модель-мініатюру міста, для якої постійно шукає нові деталі зі сміття. На шляху на вступний іспит він зустрічає хлопчика з бідної сім'ї, який хоче з ним потоваришувати, але Себастьян дивиться на нього зарозуміло. Себастьян успішно складає іспит, але посідає друге місце, тоді як хлопчик-«бродяга» посідає перше місце в списку претендентів. Дорогою додому хлопчик розповідає йому, що іспит для нього не був особливо складним і що перше місце було умовою бюджетного вступу — його мати не має грошей на консерваторію, а в музичну школу він не ходив. Щоб все ж таки зав'язати дружбу з Себастьяном, хлопчик дає йому платівку з музикою Баха. Коли Себастьян приходить додому, Густав жорстоко його карає і б'є до крові лінійкою по руці за те, що він зайняв лише друге місце, і що його обійшов «якийсь волоцюга», з яким, до того ж, він ще й розмовляв. Перед сном виснажений Себастьян включає платівку Баха, проте це виявляється не Бах, а пісня «We're Not Gonna Take It» групи Twisted Sister, яка несподівано припадає Себастьяну до смаку. | 1 листопада 2019  |
| 10    | Глем                   | Наступного дня Себастьян зустрічає хлопчика в консерваторії і збуджено ставить йому багато запитань про пісню, яка йому сподобалася. Особливо йому сподобався звук електрогітари з пісні, і хоче навчитися у ньому грати. Для цього Себастьян приходить до свого нового друга додому, у якого вдома неблагополучна ситуація - він живе у злиднях, і його мати пиячить. Хлопчик показує Себастьяну справжню обкладинку платівки - зовнішній вигляд групи Twisted Sister шокує Себастьяна. Крім того, він пояснює йому, що Twisted Sister входить в одну з течій рок-музики під назвою Глем-метал, в результаті чого Себастьян говорить, що нічого спільного не хоче мати з Глем. Жартом хлопчик дражнить його Глемом, а у відповідь Себастьян називає його «молодою зеленою втечею часнику», внаслідок чого хлопчик бере собі прізвисько Часник (скорочено — Чес), а Себастьян — Глем. З того часу ночами Себастьян іде до Чеса, щоб розучувати музику на гітарі, ходити на концерти та гуляти містом, куди його не пускають. Незважаючи на жорстокі покарання батька, Себастьян щасливий. Крім того, він майже завершив свою мініатюру міста у себе в схованці, знайшовши майже всі потрібні деталі і помістивши його в коробку з номером 37. Зрештою, Себастьян і Чес починають грати пісні, заробляючи на цьому деякі гроші, і організують свою рок- групу «ЧеЗаУродиНаСцені». Себастьян йде на концерт свого гурту, давши хабар Лідії, щоб вона збрехала Густаву про те, що він грає Моцарта в консерваторії. На концерті Себастьян і Чес роблять фурор у нічному клубі, однак після повернення додому Себастьяна чекає неприємний сюрприз: Густав розкрив його схованку, а також прочитав його щоденник, де сказано все про те, де Себастьян був ночами і як насправді ставиться до батька. Крім того, Густав також побив Лідію за те, що та йому набрехала. Батько вже хоче покарати Себастьяна, але той каже, що його звуть Глем, і йде з дому, незважаючи на крики Густава про те, що його син обрав мотлох, а не сім'ю. | 13 травня 2020    |

#### Сезон 2
| № | Назва серії      | Опис сюжету серії | Дата виходу серії | Посилання |
| - | ---------------- | --- | ----------------- | --------- |
| 1 | Свої секрети     | Серія починається зі сніданку сім'ї. Хеві йде до школи. Вікторія запитує у Ді, чому він не йде до школи слідом за молодшим братом, але Глем відповідає, що у Ді екскурсія до наукової лабораторії. Ді в'їдливо підколює матір, і вона вирішує забрати телефон у Ді з метою подивитися, що він там приховує. Глем зупиняє Вікторію, говорячи, що Ді досить дорослий, щоб мати свої секрети. Далі клас Ді приїжджає до лабораторії, їх вітає доктор Пирх. Він демонструє лабораторних щурів, над якими ставлять генетичні досліди. Один із щурів втікає, і Пирх вбиває її сокирою, доводячи, що жоден щур не має достатньо інтелекту, щоб втекти. Інший, чорний, щур самостійно відкриває замок і залазить у сумку Ді. У автобусі вона вистрибує з торби, і це помічає весь клас. На уроці історії, Діані, однокласниці Ді, запитують, і вона, не знаючи відповіді, просить у Ді допомоги, той їй підказує хибну відповідь. Пацюк вибігає під учительський стіл і гадить на черевик вчителю. Діана мстить Ді, кажучи вчителю, що це його щур, яким він хвалиться весь день. Після цього показана сцена, схожа на момент першої серії першого сезону, де Ді каже Глему, що його викликають школу. Під час розмови з учителем Глем усвідомлює, що Ді з'явилося домашню тварину. Він заходить до Ді, намагаючись знайти щура і зрештою натикається на замкнений ящик. Потім Глем запитує Ді, що там, на що той відповідає фразою батька: «Я вже досить дорослий, щоб мати свої секрети». Глем йде, але нагадує, що в їхньому будинку не можна мати свійських тварин, роблячи особливий акцент на риб. Далі Ді, розуміючи, що не може залишити щура у себе, зв'язується з кимось по чату, питаючи, чи подобаються їй щури, на що вона відповідає, що обожнює чорних щурів. | 15 грудня 2021    | [ 2 ]     |
| 2 | Ліф              | Одного дня Ді тренується звертатися до дівчини Ліф, з якою він переписується. Далі він просить свого друга, якому він допомагає робити домашнє завдання за гроші, прослідкувати за Ліф та скоїти нещасний випадок, скинувши всі її книги. Також, Ді спеціально затримав Хеві в класі, щоб той не заважав завойовувати серце двічини. Ді передбачив, що Ліф вийшла з школи остання, а також, що вона забула щось. Як тільки Ліф вийшла зі школи, друг Ді скинув всі її книжки. Поки вона збирала книжки, Ді вирішив допомогти їй, та як тільки він нахилився, з'явився Хеві, який допоміг дівчині та натякнув на те, що Ді влип у Ліф. Виявилось, що його відпустили тому що затримали хлопця без причини. Хеві всю дорогу додому розповідає Ліф смішні історії з його життя. Після того, як дівчину провели додому, вона помічає, що Ді якийсь сумний, на що Хеві відповів: "Він такий сумний тільки тоді, коли у нього щось не виходить". Ді не витримує такого приниження від свого брата та починає душити його. Ліф, думаючи, що вона тут лишня, покидає хлопців. Та Ді зупиняє її та каже, що він дістав квитки на концерт улюбленої групи Ліф. Та Хеві каже, що Ліф ніяк не піде, бо підуть тільки брати. | 15 січня 2022     | [ 3 ]     |
| 3 | ЩоЗаУродиНаСцені | Гурт "ЧеЗаУродиНаСцені" набирає популярності. На вечірці після концерту якийсь продюсер на ім'я Поль пропонує Чесу і Глему співпрацю і дає Чесу свою візитку. "ЧёЗаУродыНаСцене" підкорюють слухачів із піснею "Smell Like Cherry". Менеджер гурту Майкі каже їм, що на них чекає виступ на розігріві у гурту Twisted Sister, на якому вони мають виступити з любовною піснею. Чес "підсаджується" на наркотики, що, однак, заперечує. Він надсилає листа з грошима своїй матері й обіцяє Глему відмовитися від вживання заборонених речовин. Незважаючи на це, на наступну репетицію він приходить у стані сильного наркотичного сп'яніння, чим викликає невдоволення товаришів-музикантів. Прийшовши до тями, Чес вибачається перед Глемом, викидає всі свої запаси наркотиків і купує другу набір для пірсингу. Вранці Лорді і Боб (басист і ударник "ЧёЗаУродыНаСцене" відповідно) чують через двері коментарі Чеса і Глема про проколювання вух і, неправильно зрозумівши, підтверджують свої підозри про гомосексуальність Глема. На репетиції "Виродки" майстерно починають грати написану Чесом і Глемом пісню "Свет", але репетицію зриває звістка про смерть матері Чеса. Будучи вкрай пригніченим, Чес напивається. Глем дізнається про те, що сталося, але через прохання Чеса не може розповісти про це Лорді, Бобу і Майкі, які вирішують, що Чес зірвався. Глем відмовляється від своєї мрії виступити на одній сцені з Twisted Sister заради друга. Чеса замінюють на метросексуала Лео, який високо співає, а Глема - на безіменного двійника. Перед відходом Боб дає Глему ключі від машини і презерватив. Вранці Чес і Глем імпровізують на гітарі та скрипці. Натхненний отриманим звучанням, Чес дзвонить Полю з метою домовитися з ним про створення гітарно-скрипічного рок-дуету "Ніхто". Чес їде до Поля на машині, а Глем вирішує піти пішки і дорогою зайти в кав'ярню. За музичним супроводом можна зрозуміти, що одразу після цього моменту настають події пілотного епізоду мультсеріалу. | 4 вересня 2022    | [ 4 ]     |
| 4 | Подарунок        | Хеві прокидається, від телефоного дзвінка свого товариша. Він абсолютно забув про те, що сьогодні його чекає контрольна робота у школі. Хеві йде снідати не підозрюючи, що сім'я приготувала йому сюрприз у зв'зку з його днем народження. Глем дарує йому прикраси для пірсингу. Хеві, не дуже задоволений подарунком, та хоче, як найшвидше втекти до школи, але батьки везуть його до майстра з пірсингу. Хеві довго вибирає місце свого першого пірсенгу, але потім втрачає спідомість. Прокидаючись після відключки йому повідомляють, що зробили пірсинг у нього на бровах. На контрольну роботу Хеві не встиг. Хеві повідомляє свому брату, що він запросив на св'яткування дня народження - Ліф. | 25 березня 2023   | [ 5 ]     |
| 5 | Повернись        | Події епізоду відбуваються під час подій пілотної серії. Глем заявляє Чесу, що відмовляється від участі у групі «Ніхто», щоб знайти та познайомитися з Вікторією. Чес, лютую від такої зради, свариться з Глемом і їде до Поля, який дуже незадоволений відходом Глема з проекту та наркоманією Чеса, але допомагає йому у створенні рок-групи «Зелений кашалот», змусивши змінити імідж і повністю перейти до твору глем- металу. Гурт починає давати концерти, а Чесу все довкола нагадує про його минуле життя з «ЧеЗаУродамиНаСцене». У розмові з легковажною фанаткою Аізою він розмірковує про дружбу та жертви в ній, на прикладі покеру. Під час розмови ловить передозування кокаїну. У стані клінічної смерті він зустрічає свою матір, яка кличе його до себе, але вважаючи себе негідним вічності з нею, він повертається до життя в лікарні під крапельницею. | 28 липня 2023     | [ 6 ]     |
| 6 | Апофенія         | Серія починається на шкільному подвір’ї, де учні обговорюють таємничі зникнення школярів у їхньому районі. Новий пірсинг Хеві викликає захоплення серед однокласників, і він запрошує їх до себе додому, щоб відсвяткувати свій день народження. Прийшовши додому, Хеві дізнається, що його батьки вирушають на концерт, залишаючи будинок у розпорядженні підлітків. Ді - старший брат Хеві, отримує завдання стежити за порядком. Першою на вечірку приходить Лі, несподівана гостя, яку не очікував побачити Ді. Лі зізнається, що страждає на апофенію і забула прийняти ліки, але Глем допомагає їй справитися з цим. Коли батьки від’їжджають, підлітки дізнаються, що решта запрошених не прийде — батьки заборонили їм. Лі пропонує незвичайний план: відвідати покинутий парк атракціонів. Хеві разом із Лі вмовляють Ді порушити правила, встановлені їхнім батьком Глемом. У покинутому парку вони несподівано зустрічають Вільгельма - однокласника Ді, який теж проник сюди незаконно. Вільгельм намагається налякати компанію, розповідаючи страшну історію про маніяка, й жартома стверджує, що це він і є. Лі не сприймає його слів і бризкає йому в очі перцевим балончиком. Охоронець парку майже помічає підлітків, але Вільгельм, своєю зухвалою поведінкою, відволікає його увагу на себе. Тим часом Хеві знаходить загадковий медальйон, але його раптово хапає ручний щур Ді й тікає, сховавши артефакт у своїй схованці. Наприкінці Хеві дякує Ді за все, що той для нього зробив, і між братами відчувається тепла, щира підтримка. | 30 листопада 2024 | [ 7 ]     |

## Історія створення
Автори серіалу — аніматор Аліна Ковальова та Дмитро Вдовенко, подружжя. Аліна Ковальова захоплювалася малюванням ще зі шкільних років, але не навчалася у художній школі. Свою тодішню навичку малювання вона вважає посередньою, проте її вистачило, щоб їй вступити до Театрального художньо-технічного коледжу на аніматора. Дмитро Вдовенко працював на студії Red Medusa, раніше займався рекламою сухариків «ХрусTeam», а також він відомий пародійним роликом Batmetal про Бетмена, який свого часу набув величезної популярності і зібрав понад 45 мільйонів переглядів. За легендою, ідея серіалу прийшла їм під час поїздки в автобусі одного спекотного дня . Обидва автори мають мотоцикли, і вони є байкерами, що також вплинуло на тематику серіалу. Автори від початку хотіли робити проект некомерційним, не заручаючись фінансуванням. Це рішення вони ухвалили, щоб мати більше творчої свободи. Над серіалом вони працювали у вільний від основної роботи час, крім того, вони не хотіли збирати команду аніматорів, оскільки їх могла не влаштувати якість анімації, яку вони могли видати, тому автори вирішили працювати над проектом самостійно . На озвучування Густава Швагенвагенса був запрошений диктор аудіокниг Роман Волков .

## Відгуки, критика та популярність
У цілому серіал був позитивно оцінений. Сайт In Moto позитивно оцінив пілотний епізод серіалу у вигляді кліпу на пісню «The Story Ain't Over»  Художній стиль був названий неохайним, але до того ж таким, що має чарівність, а також навіює спогади про флеш-анімацію часів нульових і підходить самої історії про сім'ю, яка не вписується в соціальні рамки. Відзначено також зростання рівня якості продукту: зростає як якість анімації, так і довжина хронометражу серій . DTF тепло відгукнувся про серіал, оцінивши гумор, але при цьому обмовившись, що в ньому є місце і для серйозних міркувань про життя. На думку рецензента, заключна серія вийшла вкрай емоційною, яка бере за душу, на відміну від ранніх серій, які були комедійними. За змістом серіал нагадав рецензенту « Сімпсонів », але з наскрізним сюжетом, що більш явно простежується. "Якщо вам хочеться побачити щось добре, смішне і незвичайне - рекомендую до перегляду" - підбиває підсумок огляду автор рецензії . Телеканал 2x2 добре відгукнувся про добірку музики в серіалі, а також про те, що в ньому показані сімейні цінності з незвичайного ракурсу. Крім того, автор рецензії назвав серіал досить незвичайним, виділив якість анімації та неординарних персонажів . Відзначався вплив мультсеріалу « Металопокаліпсис » на Metal Family , проте Аліні Ковальовій, творці серіалу, таке порівняння не подобається, оскільки вона вважає, що ідеї серіалів дуже різні — «Металопокаліпсис» ближче до трешу, а Metal Family дещо наближається до реалізму .

## Переклади

### Українська
- StorieS man[14] - ролі озвучували: Артем Чугуєв
- Полісся (лише перший сезон)[15] - ролі озвучували: Ілля Янчицький, Олексій Цимбал, Катерина Янчицька, Єлизавета Болгарська, Роман Волков

### Англійська
- Metal Family English[16] - ролі озвучували: Доктор Хоктор, Кріпі Елліот, Кайзер Акверон, Енн Ніколь, Флінн VA, Кіарі Квін
- heavibear (лише перший сезон)[17] - субтитри

### Французька
- MetalFamily Vostfr[18] - субтитри

### Португальська
- Minha Versão-Dublada[19] - ролі озвучували: Андре Мотта, Бекка Кампос, Гефферсон Сантос, Луан Рібейро

### Корейська
- Metal Family Korean[20] - субтитри

### Іспанська
- MetalFamily ESPAÑOL (лише перший сезон)[21] - ролі озвучували: Еугім Суарес, Хуан Бенавідес, Маель Гая, Орландо Дуеньєс, Пепе Вальма, Лаура Аречіга, Мірна Флорес